# Oskar Josef Beck
Oskar Josef Beck (* 7. Oktober 1936 in München) ist ein deutscher Neurochirurg und Hochschullehrer.

## Leben
Beck studierte Medizin an der Ludwig-Maximilians-Universität München. Er legte 1962 das medizinische Staatsexamen ab. 1964 erhielt er die Approbation als Arzt und absolvierte anschließend eine Ausbildung in Allgemeinchirurgie. Er promovierte 1966 zum Dr. med. mit dem Thema „Die Arachnitis adhaesiva cystica posttraumatica der hinteren Schädelgrube“. 1966 war er Mitinitiator beim Aufbau des Notarztdienstes an der chirurgischen Poliklinik in München. 1967 begann er die Ausbildung in der Neurochirurgie der LMU. 1978 wurde er Oberarzt der Neurochirurgischen Klinik der LMU. 1983 habilitierte sich Beck und wurde zum Privatdozenten mit Lehrbefugnis für das Fach Neurochirurgie ernannt. 1985 wurde Beck zum C2-Professor für Neurochirurgie berufen.
Er war langjähriger Leitender Oberarzt der Neurochirurgischen Klinik der LMU und von 1992 bis 1994 Präsident der Laser Association of Neurological Surgeons International (LANSI). Er organisierte das 11th Annual Meeting Laser Association of Neurological Surgeons International am 9. bis 11. September 1993 im Platzl Hotel in München.
Schwerpunkte seiner wissenschaftlichen Tätigkeit waren die Behandlung des Schlaganfalls und seiner Therapie, die Grundlagen des Vasospasmus der Hirngefäße, die operative Ausschaltung von Hirngefäßmissbildungen und der Einsatz der Lasertechnik in der Neurochirurgie, insbesondere dem Nd:YAG-Laser. 1969 bestimmte Beck bei der 1. Herztransplantation in Deutschland den Hirntod des Organspenders. Seine wissenschaftlichen Arbeiten waren Grundlagen seiner Tätigkeit am LMU „Bericht über die Transplantation eines menschlichen Herzens“. Er gehörte zu der ersten Arbeitsgruppe zur Entwicklung der Laserbehandlung in der Neurochirurgie, die sich 1973/1974 in München etablierte.
Im Kontext der Debatte um die Definition des Hirntods vertritt Beck die Auffassung, dass der Hirntod zwar unumkehrbar den Sterbeprozess einleite, im Körper des Hirntoten jedoch erkennbar noch biologisches Leben vorhanden sei. Hirntote seien von daher als Sterbende anzusehen. Er vertrat deshalb im Zusammenhang mit dem Transplantationsgesetz eine enge Zustimmungslösung. Eine Rezension stellt Becks Positionen zu den Fragen nach der Definition des Hirntods im Zusammenhang von Organtransplantationen sowie den Umgang mit den Versuchstieren bei Tierversuchen ins Zentrum.

## Werke (Auswahl)
- München und die Neurochirurgie – Von den Anfängen bis zur Laserchirurgie. W. Zuckschwerdt Verlag, 2016, ISBN 978-3-86371-215-0.
- Ein Klinik-Krimi. Wie in einer Deutschen Universitätsklinik ein Professor kaltgestellt wurde oder: Die neun Kröten, 2015, ISBN 978-3-7392-8216-9.